# Oizyerna
Oizyerna (grekiska: Οιζνς) var kvinnliga andeväsen i den grekiska mytologin.  De stod för elände, sorg, lidande och kval. Deras motsvarighet i den romerska mytologin var Miseria.
De var antingen döttrar till enbart Nyx (Natten), eller till Nyx (Natten) och hennes bror Erebos (Mörkret).